# Makarius Felleisen
Makarius Felleisen (* 27. Juli 1802 in Katzental, Amt Mosbach; † 20. Januar 1850 in Wolfach) war ein deutscher Verwaltungsbeamter.

## Leben
Makarius Felleisen studierte Rechtswissenschaften an der Albert-Ludwigs-Universität Freiburg und der Ruprecht-Karls-Universität Heidelberg. 1822 wurde er Mitglied des Corps Suevia Freiburg. 1826 schloss er sich dem Corps Rhenania Heidelberg an. Nach dem Studium und bestandener juristischer Prüfung war er ab 1829 Rechtspraktikant bei den Bezirksämtern in Mosbach, Achern, Boxberg, Gerlachsheim, Neckarbischofsheim und Schwetzingen. 1836 wurde er zum Amtsassessor beim Bezirksamt Mosbach ernannt und 1840 an das leiningensche Bezirksamt versetzt. 1841 wechselte er als Amtmann und Amtsvorsteher zum Bezirksamt Sinsheim. 1844 wurde er Oberamtmann und Amtsvorsteher des Bezirksamts Buchen. Zuletzt stand er von 1848 bis zu seinem Tod 1850 dem Bezirksamt Wolfach vor.